# نادي الخويلدية
نادي الخويلدية السعودي هو أحد أندية الدرجة الثالثة بالمنطقة الشرقية في محافظة القطيف في قرية الخويلدية، تأسس عام 1398 هـ.